# Ljus vitnäsa
Ljus vitnäsa (Cercopithecus petaurista) är en primat i släktet markattor som förekommer i västra Afrika.

## Kännetecken
Artens päls har en rödbrun grundfärg, extremiteterna är svarta liksom största delen av ansiktet. Påfallande är en vit fläck på näsan som gav djuret sitt namn. Dessutom finns ett vitt skägg som fortsätter med vita hår på bröstet. Individerna når en längd mellan 40 och 60 cm och därtill kommer en upp till 80 cm lång svans. Vikten varierar mellan 4 och 8 kg. Hannar är större och tyngre än honor.

## Utbredning och habitat
Ljus vitnäsa förekommer i södra delen av västra Afrika. Utbredningsområdet sträcker sig från Guinea-Bissau till Ghana och Togo. Arten lever i olika habitat men föredrar skogar med många buskar ofta nära vattendrag eller insjöar.

## Levnadssätt
Individerna är aktiva på dagen och vistas på träd. De bildar flockar med 15 till 20 medlemmar som består av en hanne, några honor och deras ungar. För kommunikationen har de olika läten och kroppsspråk.
Födan utgörs främst av frukter och dessutom äter de blad, insekter och unga kvistar.
Dräktigheten varar ungefär fem månader och sedan föder honan oftast en enda unge. Ungen avvänjs efter cirka 6 månader och blir könsmogen vid två till tre års ålder.

## Status och hot
Ljus vitnäsa hotas liksom andra markattor av habitatförlust. Kanske jagas den ibland för köttets skull. IUCN betraktar hela beståndet som livskraftig (LC).

## Systematik
Arten bildar tillsammans med mustaschmarkattan (Cercopithecus cephus) och några andra markattor den så kallade cephus-gruppen inom släktet. Släktskapet till arten mörk vitnäsa (Cercopithecus nictitans) är däremot mera avlägset.